# Marion (Ohio)
Marion (auch Jacobs Well oder Marion Court House) ist eine City im US-Bundesstaat Ohio und County Seat des Marion Countys. Das U.S. Census Bureau ermittelte bei der Volkszählung 2020 eine Einwohnerzahl von 35.999.
Die Stadt liegt im nördlichen Zentrum von Ohio, ungefähr 80 Kilometer nördlich von Columbus. 
Benannt ist die Stadt nach Francis Marion, einem General im Amerikanischen Unabhängigkeitskrieg. Die Stadt war Heimatort des 29. Präsidenten der Vereinigten Staaten, Warren G. Harding, der dort auch begraben liegt.

## Geographie
Marions geographische Koordinaten lauten 40° 35′ N, 83° 8′ W (40,586579, −83,126404). Die Stadt liegt westlich des U.S. Highway 23. Marion belegt den größten Teil der Marion Township.
Nach den Angaben des United States Census Bureaus hat der Ort eine Gesamtfläche von 29,5 km², wovon 29,4 km² auf Land und 0,1 km² (= 0,35 %) auf Gewässer entfallen.

## Geschichte
Die Ursprünge Marions können auf den Krieg von 1812 zurückgeführt werden, als Jacob Foos, ein Kundschafter für General William H. Harrison eine Quelle auf einem Hügel entdeckte und einen Brunnen einrichtete, der den Namen Jacob’s Well erhielt. Die Stadt wurde 1822 von Alexander Holmes und Eber Baker nördlich davon abgesteckt. Marion County wurde 1824 gegründet.

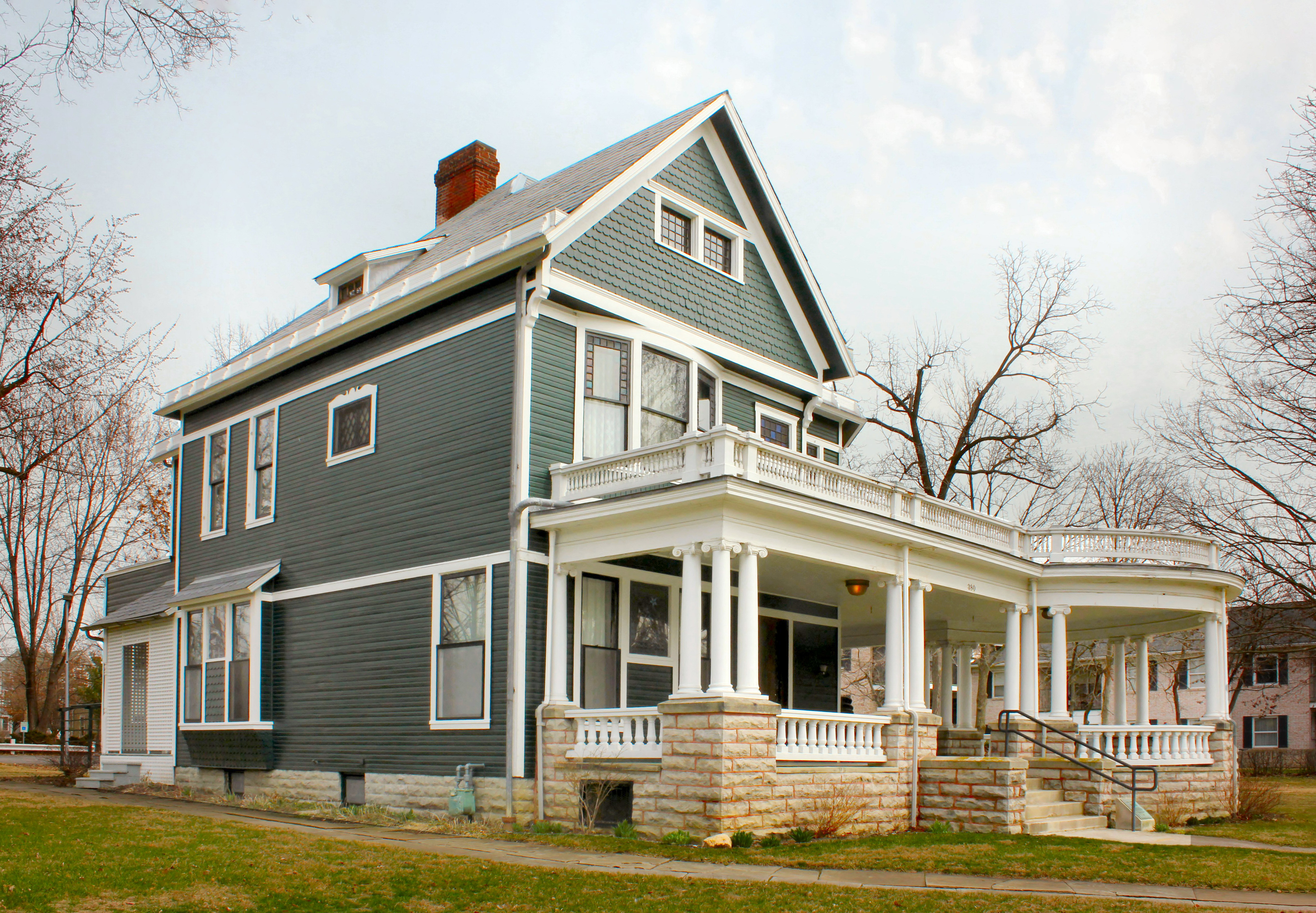
Warren G. Harding House (2011)

Zwölf Bauwerke in Marion sind im National Register of Historic Places (NRHP) eingetragen (Stand 9. Februar 2020). Eines davon, nämlich das Warren G. Harding House hat den Status einer National Historic Landmark.

## Verkehr und Wirtschaft
Marion ist hauptsächlich als Heimatstadt und Begräbnisplatz des Präsidenten Warren G. Harding und der First Lady Florence Harding bekannt. Sie war bis in die 1970er eines der industriellen Zentren von Ohio. 1911 stammten 80 % der in den USA benutzten Dampfbagger und schweren Baugeräte aus Marion. Erzeugnisse der Marion Steam Shovel Company (später Marion Power Shovel) wurden beim Bau des Panamakanals verwendet und in den 1960ern erhielt die Firma den Auftrag der NASA, die Raupentransporter für die montierten Saturn V Raketen des Apollo-Programms zu bauen.
Marion ist ein Knotenpunkt der Eisenbahngesellschaften CSX Transportation und Norfolk Southern mit Verbindungen in alle Himmelsrichtungen.
Bedeutend ist die Verarbeitung von Mais u. a. zu Popcorn und verwandten Produkten. Der größte Arbeitgeber ist die weltgrößte Fabrik für Wäschetrockner der Whirlpool Corporation.

## Demographie
Zum Zeitpunkt des United States Census 2000 bewohnten Marion 35.318 Personen. Die Bevölkerungsdichte betrug 1201,4 Personen pro km². Es gab 14.713 Wohneinheiten, durchschnittlich 500,5 pro km². Die Bevölkerung Marions bestand zu 90,40 % aus Weißen, 7,01 % Schwarzen oder African American, 0,20 % Native American, 0,54 % Asian, 0,01 % Pacific Islander, 0,64 % gaben an, anderen Rassen anzugehören und 1,20 % nannten zwei oder mehr Rassen. 1,34 % der Bevölkerung erklärten, Hispanos oder Latinos jeglicher Rasse zu sein.
Die Bewohner Marions verteilten sich auf 13.551 Haushalte, von denen in 31,6 % Kinder unter 18 Jahren lebten. 46,3 % der Haushalte stellten Verheiratete, 14,1 % hatten einen weiblichen Haushaltsvorstand ohne Ehemann und 34,9 % bildeten keine Familien. 29,3 % der Haushalte bestanden aus Einzelpersonen und in 12,0 % aller Haushalte lebte jemand im Alter von 65 Jahren oder mehr alleine. Die durchschnittliche Haushaltsgröße betrug 2,44 und die durchschnittliche Familiengröße 3,00 Personen.
Die Bevölkerung verteilte sich auf 25,2 % Minderjährige, 9,3 % 18–24-Jährige, 30,8 % 25–44-Jährige, 21,5 % 45–64-Jährige und 13,2 % im Alter von 65 Jahren oder mehr. Das Durchschnittsalter betrug 35 Jahre. Auf jeweils 100 Frauen entfielen 102,3 Männer. Bei den über 18-Jährigen entfielen auf 100 Frauen 101,5 Männer.
Das mittlere Haushaltseinkommen in Marion betrug 33.124 US-Dollar und das mittlere Familieneinkommen erreichte die Höhe von 40.000 US-Dollar. Das Durchschnittseinkommen der Männer betrug 31.126 US-Dollar, gegenüber 22.211 US-Dollar bei den Frauen. Das Pro-Kopf-Einkommen belief sich auf 16.247 US-Dollar. 13,8 % der Bevölkerung und 10,9 % der Familien hatten ein Einkommen unterhalb der Armutsgrenze, davon waren 20,2 % der Minderjährigen und 6,9 % der Altersgruppe 65 Jahre und mehr betroffen.

## Söhne und Töchter der Stadt
- Eber Baker (1780–1864), Stadtgründer
- Edward Huber (1837–1904), Erfinder
- Florence Kling (1860–1924), DeWolfe Harding, First Lady 1921–1923
- Warren G. Harding (1865–1923), 29. Präsident der Vereinigten Staaten und Herausgeber der Zeitung The Marion Star
- Carrie Phillips (1873–1960), Geliebte von Warren G. Harding
- Norman Thomas (1884–1968), Politiker und Gründer des National Civil Liberties Bureaus
- Jim Thorpe (1887–1953), Sportler
- Elsie Janis (1889–1956), Schauspielerin
- Herbert Wildman (1912–1989), Wasserballspieler
- Marilyn Meseke (1916–2001), Miss America 1938; Miss Ohio 1931 und 1938
- John Thibaut (1917–1986), Sozialpsychologe und Professor
- Robert L. Rausch (1921–2012), Parasitologe, Mammaloge und Veterinärmediziner
- Gerry Mulligan (1927–1996), Jazz-Musiker
- Mary Ellen Withrow (* 1930), 40. Treasurer of the United States (1994–2001)
- John Dean (* 1938), eine der Personen im Watergate-Skandal
- O.J. McDuffie (* 1969), American-Football-Spieler
- Douglas Sharp (* 1969), US-amerikanischer Bobfahrer
- Aubrey Huff (* 1976), Profi-Baseballspieler für die Baltimore Orioles
- Taya Parker (* 1980), Model und Penthouse Pet of the Year 2009
- Clint Field (* 1983), Autorennfahrer
- Emma Fitzpatrick (* 1985), Schauspielerin und Sängerin